# Vallo della Lucania
Vallo della Lucania je obec s 8 964 obyvateli v provincii Salerno, Oblast Kampánie.

## Vývoj počtu obyvatel
Počet obyvatel (v tis.)